# Anita Horvat
Anita Horvat, född 7 september 1996, är en slovensk kort- och medeldistanslöpare. 
Hon har blivit slovensk mästare utomhus 12 gånger (100 meter 2017, 200 meter 2017, 400 meter 2016, 2019, 2020, 2021 och 2024, 800 meter 2022, 400 meter häck 2015, 4×100 meter 2016 samt 4×400 meter 2022 och 2024) samt slovensk mästare inomhus tre gånger (400 meter 2016 och 2017 samt 4×400 meter 2020).

## Karriär
I mars 2023 vid inomhus-EM i Istanbul tog Horvat silver på 800 meter efter ett lopp på 2.00,54.

## Personliga rekord
| Utomhus - 100 meter – 11,79 (Celje, 22 juli 2017) - 200 meter – 23,47 (Kranj, 10 juni 2017) - 400 meter – 51,22 (Monaco, 20 juli 2018) 0NR0 - 800 meter – 1.58,73 (Åbo, 13 juni 2023) | Inomhus - 60 meter – 7,72 (Celje, 20 februari 2016) - 200 meter – 24,74 (Wien, 4 februari 2017) - 400 meter – 52,22 (Madrid, 8 februari 2018) 0NR0 - 800 meter – 2.00,35 (Madrid, 28 februari 2025) |